# جيري أو. تاتل
جيري أو. تاتل (بالإنجليزية: Jerry O. Tuttle)‏ هو ضابط أمريكي، ولد في 18 ديسمبر 1934 في Hatfield, Indiana ‏ في الولايات المتحدة، وتوفي في 30 أكتوبر 2018 في فيرفاكس في الولايات المتحدة.